# Liste der Biografien/Bauk
Liste der Biografien |
Portal Biografien |
Personensuche
# |
A |
B |
C |
D |
E |
F |
G |
H |
I |
J |
K |
L |
M |
N |
O |
P |
Q |
R |
S |
T |
U |
V |
W |
X |
Y |
Z |
?
 
Ba |
Be |
Bd |
Bg |
Bh |
Bi |
Bj |
Bl |
Bm |
Bn |
Bo |
Br |
Bs |
Bu |
Bw |
By |
Bz
 
Baa |
Bab |
Bac |
Bad |
Bae |
Baf |
Bag |
Bah |
Bai |
Baj |
Bak |
Bal |
Bam |
Ban |
Bao |
Bap |
Baq |
Bar |
Bas |
Bat |
Bau |
Bav |
Baw |
Bax–Baz
 
Baub |
Bauc |
Baud |
Baue |
Bauf |
Baug |
Bauh |
Bauk |
Baul |
Baum |
Baun |
Baup |
Bauq |
Baur |
Baus |
Baut |
Bauv |
Bauw |
Baux |
Bauy |
Bauz
Die Liste der Biografien führt alle Personen auf, die in der deutschsprachigen Wikipedia einen Artikel haben. Dieses ist eine Teilliste mit 14 Einträgen von Personen, deren Namen mit den Buchstaben „Bauk“ beginnt.

## Bauk
- Bauk, Dino (* 1973), slowenischer Schriftsteller und Rechtsanwalt

### Bauke
- Bauke, Jana (* 1968), deutsche Schauspielerin, Hörspielsprecherin, Dozentin und Leiterin der Theaterakademie Sachsen in Delitzsch
- Baukema, Sieger (1852–1936), niederländischer Landschaftsmaler und Kunstpädagoge

### Baukh
- Baukhage, Gerd (1911–1998), deutscher Maler

### Baukl
- Baukloh, Friedhelm (1927–1970), deutscher Schriftsteller und Journalist

### Baukn
- Bauknecht, Bernhard (1900–1985), deutscher Politiker (CDU) und Bauernfunktionär, MdL, MdB
- Bauknecht, Gottlob (1892–1976), deutscher Erfinder und Unternehmer in der Elektrotechnik- und Hausgeräte-Industrie
- Bauknecht, Kurt (1936–2019), Schweizer Informatiker und Hochschullehrer
- Bauknecht, Otto (1876–1961), deutscher Polizeipräsident (Köln)
- Bauknecht, Philipp (1884–1933), deutscher Maler
- Bauknecht, Sandra (* 1975), Schweizer Modebloggerin und ehemalige Chefredaktorin

### Bauko
- Baukol, Andy, amerikanischer Berater für Finanzpolitik

### Bauks
- Bauks, Michaela (* 1962), deutsche evangelische Theologin, Bibelwissenschaftlerin und Hochschullehrerin

### Bauku
- Baukutė, Asta (* 1967), litauische Schauspielerin und Politikerin